# 요시카정
요시카정(일본어: 吉賀町)은 일본 시마네현 남서단에 있는 가노아시군의 정이다.

## 인접한 자치체
- 시마네현
  - 마스다시
  - 가노아시군 쓰와노정
- 야마구치현
  - 야마구치시
  - 슈난시
  - 이와쿠니시

## 역사
- 2005년 10월 1일 - 가노아시군의 무이카이치정과 가키노키촌이 합병해 탄생했다.

## 교통

### 도로
- 주고쿠 자동차도
- 국도 제187호선